# Robert Rose
Robert John Rose (ur. 28 lutego 1930 w Grand Rapids, Michigan, zm. 2 marca 2022) – amerykański duchowny katolicki, biskup Grand Rapids w latach 1989-2003.

## Życiorys
Do kapłaństwa przygotowywał się w Grand Rapids, Montrealu i Rzymie - na Uniwersytecie Urbaniana. W roku 1956 uzyskał tam licencjat z teologii. Święcenia kapłańskie otrzymał 21 grudnia 1955 i inkardynowany został do rodzinnej diecezji Grand Rapids. Pracował m.in. jako wykładowca i rektor seminarium  św. Jana w Plymouth.
13 października 1981 papież Jan Paweł II mianował go ordynariuszem Gaylord.  Sakry udzielił mu ówczesny metropolita Detroit abp Edmund Szoka.
24 czerwca 1989 został biskupem swej rodzinnej diecezji. Na emeryturę przeszedł 13 października 2003. Obowiązki ordynariusza przejął jego dotychczasowy koadiutor (który zmarł parę miesięcy po przejęciu sukcesji).